# Sean S. Cunningham
Pour les articles homonymes, voir Cunningham.
Sean Sexton Cunningham est un réalisateur, producteur et scénariste américain, né le 31 décembre 1941 à New York. Il est surtout connu pour avoir réalisé le film culte Vendredi 13, qui a lancé l'une des plus fameuses sagas horrifiques (12 films à présent).

## Filmographie

### Comme réalisateur
- 1970 : The Art of Marriage (en)
- 1971 : L'Amour à deux (en) (Together)
- 1973 : Case of the Full Moon Murders (en)
- 1978 : Manny's Orphans (en)
- 1978 : Here Come the Tigers (en)
- 1980 : Vendredi 13 (Friday the 13th)
- 1982 : Otages (en) (A Stranger Is Watching)
- 1983 : La fièvre du printemps (en)) (Spring Break)
- 1985 : Représailles (en) (The New Kids)
- 1989 : MAL : Mutant aquatique en liberté (DeepStar Six)
- 2001 : XCU: Extreme Close Up (en)
- 2002 : Invasion finale (Terminal Invasion) (TV)
- 2006 : Trapped Ashes

### Comme producteur
- 1970 : The Art of Marriage (en)
- 1971 : L'Amour à deux (en) (Together)
- 1972 : La Dernière Maison sur la gauche (The Last House on the Left)
- 1973 : Case of the Full Moon Murders (en)
- 1978 : Manny's Orphans (en)
- 1978 : Here Come the Tigers (en)
- 1980 : Vendredi 13 (Friday the 13th)
- 1983 : La fièvre du printemps (en) (Spring Break)
- 1985 : Représailles (en) (The New Kids)
- 1986 : House
- 1987 : House 2 : la Deuxième Histoire (House II: The Second Story)
- 1989 : MAL : Mutant aquatique en liberté (DeepStar Six)
- 1989 : House 3 (The Horror Show)
- 1992 : House 4 (House IV)
- 1993 : My Boyfriend's Back
- 1993 : Jason va en enfer (Jason Goes to Hell: The Final Friday)
- 2001 : XCU: Extreme Close Up (en)
- 2001 : Jason X
- 2002 : Invasion finale (Terminal Invasion) (TV)
- 2003 : Freddy contre Jason (Freddy vs. Jason)

### Comme scénariste
- 1971 : L'Amour à deux (en) (Together)